# Boy Culture
Boy Culture je americký hraný film z roku 2006, který režíroval Q. Allan Brocka podle stejnojmenného románu Matthewa Rettenmunda z roku 1995. Snímek měl světovou premiéru na Londýnském Lesbian and Gay Film Festivalu 1. dubna 2006.

## Děj
Vypravěč filmu nechce sdělit své pravé jméno a nechá si říkat X. Živí se jako luxusní prostitut v Seattlu a omezuje svou klientelu na dvanáct mužů. Aby skryl svůj hlavní zdroj příjmů před daňovými úřady, přijme na byt dva spolubydlící: Andrewa (o jeden rok mladšího) a 18letého Joeyho. Přitahován oběma, odmítá myšlenku tělesného nebo romantického sblížení s jedním nebo druhým tím, že může mít sexuální vztah pouze za peníze a že se musí zamilovat pouze do muže svého života. Když X zemře jeden z jeho klientů, najde dvanáctého klienta v osobě sedmdesátníka Gregoryho. Ten mu dává podmínku jejich placeného vztahu: s X bude mít sex tehdy, až X bude chtít Gregoryho klienta stejně, jako Gregory chce X. Během pravidelných návštěv vede X s Gregorym rozhovory ohledně jejich životů. Gregory mu vypráví, jak se seznámil s Renaldem, kterého znal padesát let.

## Obsazení
| Derek Magyar       | X             |
| Darryl Stephens    | Andrew        |
| Jonathon Trent     | Joey          |
| Patrick Bauchau    | Gregory       |
| Emily Brooke Hands | servírka Lucy |
| Chris Bethards     | mladý Gregory |
| Joshua Boswell     | mladý Renaldo |
| Molly Manago       | Cheyenne      |
| Joël René          | Candise       |